# Ronnie Hellström
Ronnie Carl Hellström (sinh ngày 21 tháng 2 năm 1949 tại Malmö - mất 6 tháng 2 năm 2022) là một cựu thủ thành bóng đá người Thụy Điển.
Ông là thủ thành bóng đá người Thụy Điển gốc Đức xuất sắc nhất, được coi là một trong những thủ môn hàng đầu thế giới trong những năm 70. Ông đã hai lần giành được giải bóng vàng Thụy Điển ( Guldbollen) vào các năm 1971 và năm 1978. Con trai ông, Erland cũng là một thủ môn bóng đá chuyên nghiệp.

## Sự nghiệp
Hellström bắt đầu sự nghiệp thi đấu của mình trong màu áo của câu lạc bộ Hammarby IF. Vào năm 1974, ông thi đấu chuyên nghiệp cho câu lạc bộ 1. FC Kaiserslautern, nơi ông thi đấu trong 266 trận đấu tại giải Bundesliga cho đến khi giải nghệ vào năm 1984.
Năm 1974, sau kỳ World Cup xuất sắc, Hellström được 1. FC Kaiserslautern chiêu mộ để thi đấu tại Bundesliga. Trong mùa giải 1975–76, ông đã dẫn dắt đội bóng vào chung kết DFB-Pokal nhưng để thua 0–2 trước Hamburger SV. Năm 1978, ông đứng thứ sáu trong bảng xếp hạng Quả bóng vàng châu Âu, giải thưởng dành cho cầu thủ xuất sắc nhất châu Âu. Ông cũng giành được Guldbollen lần thứ hai trong sự nghiệp, trở thành thủ môn đầu tiên và duy nhất đạt được thành tích này.
Mặc dù Hellström không giành được danh hiệu nào tại Kaiserslautern, câu lạc bộ đã xếp hạng ba tại Bundesliga năm 1979, và lần lượt giữ vị trí thứ tư trong các năm 1980, 1981 và 1982. Ông đã lọt vào trận chung kết DFB-Pokal lần thứ hai vào mùa giải 1980–81 cùng Kaiserslautern, nhưng đội bóng đã thất bại 1–3 trước Eintracht Frankfurt. 
Trên đấu trường châu lục, Kaiserslautern đã lọt vào bán kết UEFA Cup mùa giải 1981–82, nhưng bị loại bởi IFK Göteborg, đội sau đó vô địch giải, với tổng tỷ số 2–3.
Năm 1984, sau hơn mười năm thi đấu tại Bundesliga với 266 lần ra sân tại giải đấu, Hellström giải nghệ. Ông được người hâm mộ Kaiserslautern yêu mến nhờ những màn trình diễn xuất sắc và sự trung thành với câu lạc bộ, đặc biệt khi từ chối lời đề nghị hấp dẫn từ New York Cosmos. Ông trở thành cầu thủ nước ngoài đầu tiên trong lịch sử được câu lạc bộ tổ chức trận đấu tri ân. Vào ngày 21 tháng 4 năm 1984, trận đấu chia tay của ông đã thu hút 35.000 khán giả đến sân Betzenbergstadion. Những cầu thủ tham gia trận đấu gồm các ngôi sao nổi tiếng trong nước như Sepp Maier và Franz Beckenbauer, cũng như người đồng đội lâu năm của ông tại Hammarby, Kenneth Ohlsson. Trong năm 1988, Hellström chơi một trận đấu tại giải Vô địch quốc gia Thụy Điển, cho GIF Sundsvall. Khi đó, ông đã 39 tuổi 7 tháng và 18 ngày. Sau đó, ông tiếp tục làm công tác huấn luyện viên thủ môn cho Hammarby và Malmö FF.
Tại đội tuyển quốc gia, ông đã khoác áo 77 lần, tham gia 3 kì FIFA World Cup vào các năm 1970, 1974 và 1978.

## Sau khi giải nghệ
Sau khi giải nghệ, Hellström làm huấn luyện viên thủ môn cho Hammarby IF và Malmö FF. Năm 1988, Hellström trở lại ngắn ngủi, chơi một trận ở Allsvenskan cho GIF Sundsvall , do chấn thương ở câu lạc bộ, ở tuổi 39, 7 tháng và 18 ngày. 
Vào năm 2017, một cuốn tiểu sử về Hellström đã được phát hành, mang tên Ronnie - Bäst i Världen (Ronnie - Người giỏi nhất thế giới), và vào năm 2019, một phiên bản tiếng Đức cũng được phát hành, mang tên Ronnie - der Fliegende Wikinger (Ronnie - người Viking bay).  

## Qua đời
Năm 2021, Hellström được chẩn đoán mắc bệnh Ung thư thực quản . Ông mất vào ngày 6 tháng 2 năm 2022, 15 ngày trước sinh nhật lần thứ 73 của mình.  Hammarby thông báo về cái chết của mình trong một tuyên bố của câu lạc bộ, trong đó có nội dung: "Ronnie Forever. Hammarby Fotboll rất đau buồn. Chúng tôi đã nhận được thông tin rằng Ronnie Hellström đã qua đời vào sáng sớm nay, được gia đình bao bọc, sau một thời gian bệnh Ung thư thực quản. Suy nghĩ của chúng tôi là với những người thân yêu của anh ấy.